# Изоляция (генетика популяций)
Изоля́ция (в генетике популяций) — исключение или затруднение свободного скрещивания между особями одного вида из разных популяций. Изоляция является элементарным эволюционным фактором, действующим на микроэволюционном уровне, и приводит к видообразованию.
По характеру изолирующих барьеров классифицируют географическую и репродуктивную (биологическую) изоляцию.

## Географическая изоляция
Географическая изоляция — обособление определенной популяции от других популяций того же вида каким-либо труднопреодолимым географическим препятствием. Подобная изоляция может возникнуть в результате изменения географических условий в пределах ареала вида или при расселении групп особей за пределы ареала, когда «популяции основателей» могут закрепиться в некоторых обособленных районах с благоприятными для них условиями внешней среды. Географическая изоляция — один из важных факторов видообразования, так как она препятствует скрещиванию и тем самым обмену генетической информацией между обособленными популяциями.

## Репродуктивная изоляция
Репродуктивная (биологическая) изоляция приводит к нарушению свободного скрещивания или образованию стерильного потомства. Классифицируют экологическую, этологическую, временную, анатомо-морфо-физиологическую и генетическую репродуктивную изоляцию. При этологическом характере репродуктивной изоляции для особей разных популяций снижается вероятность оплодотворения ввиду различий в образе жизни и поведения, например, у разных видов птиц отличаются ритуалы ухаживания и брачные песни. При экологическом характере — различаются условия обитания живых организмов, например, популяции рыб нерестятся в разных местах. При временной изоляции отличаются сроки размножения. При анатомо-морфо-физиологической репродуктивной изоляции у живых организмов возникают различия в строении, размерах отдельных органов половой системы, или возникают различия в биохимических аспектах репродуктивной функции. При генетическом характере репродуктивной изоляции возникают несовместимые гаметы или появляются гибриды с пониженной жизнеспособностью, плодовитостью или стерильностью.
Перечисленные формы репродуктивной изоляции возникают независимо друг от друга и могут сочетаться в любых комбинациях. Однако именно генетическую изоляцию считают одной из самых важных форм репродуктивной изоляции, так как остальные формы репродуктивной изоляции при видообразовании, в конечном итоге, ведут именно к возникновению независимости генофондов двух популяций. Возникновению репродуктивной изоляции часто способствует длительная географическая изоляция.